# 大金鐘
大金鐘（英語：Pyramid Hill）別名金字塔山，是香港新界東部一座山峰，三角網測站為海拔536.96米高，處於馬鞍山與西貢市之間，於馬鞍山郊野公園範圍之內。北有高山者：馬鞍山、牛押山；西南方可遠眺石芽山；其西南偏西可眺望者為女婆山。

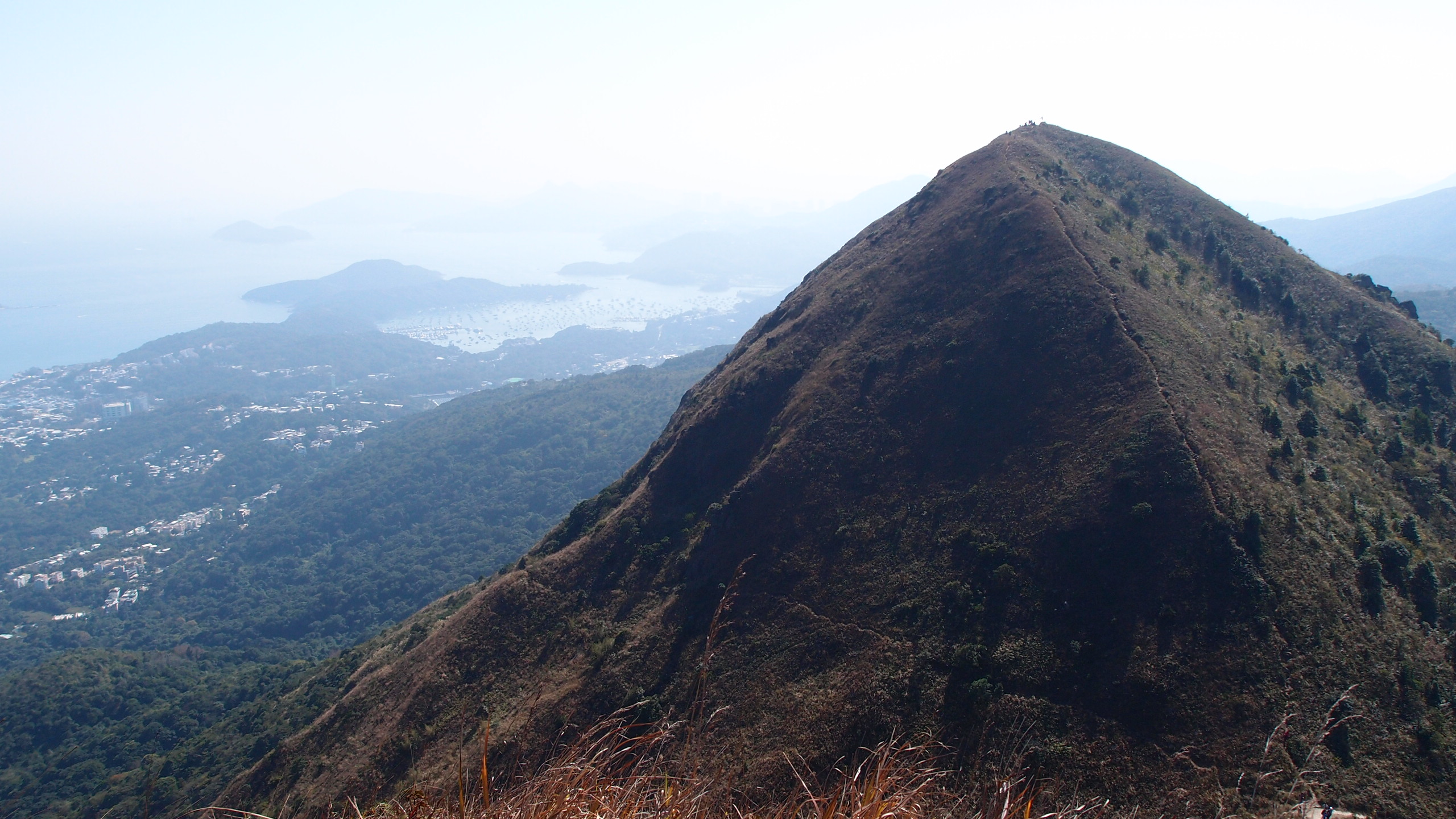
大金鐘的東北面
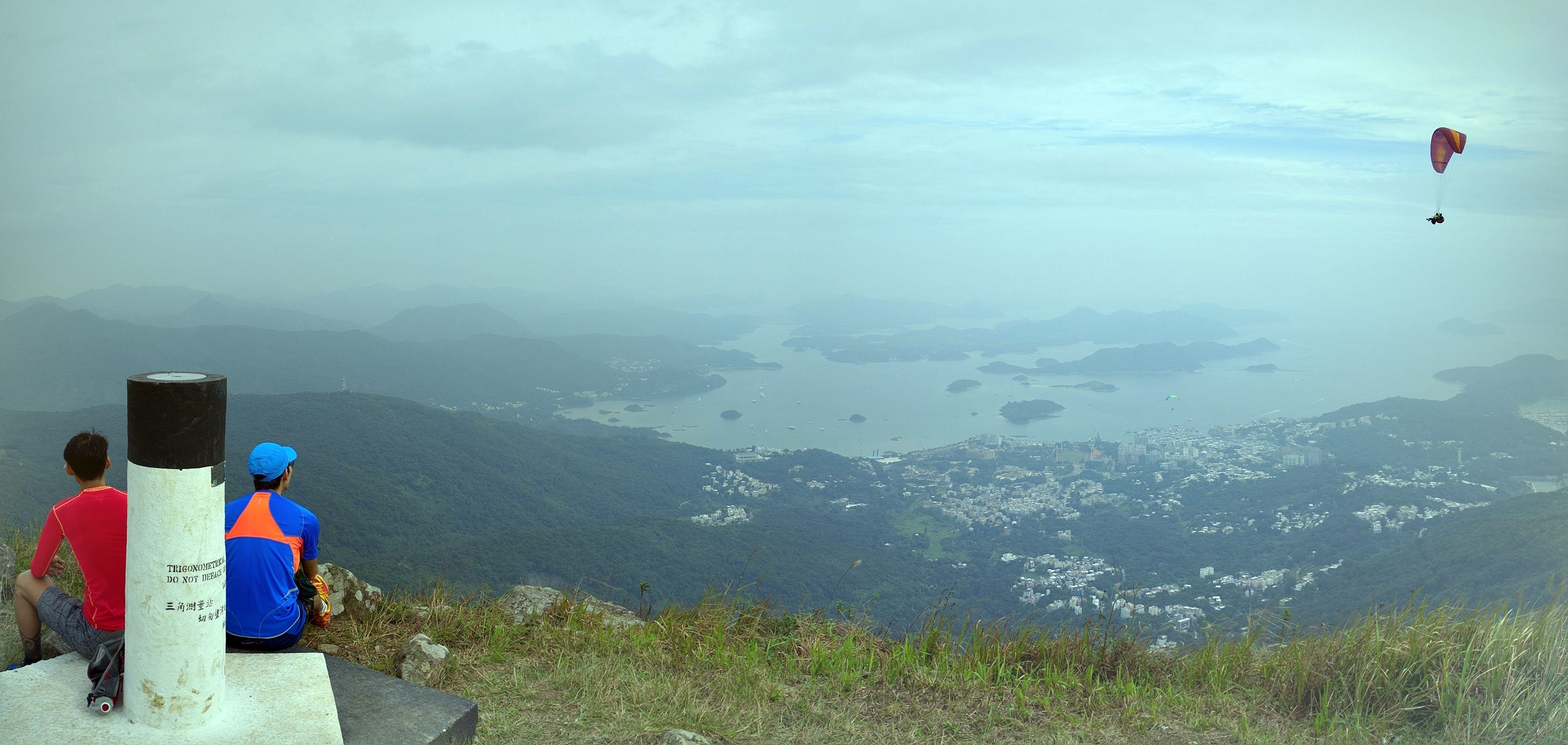
大金鐘上的標高柱

1. ↑  . www.map.gov.hk.   [2019-09-20]. （原始内容存档于2019-09-20）.